# Carlos Sainz Jr.
Carlos Sainz Vázquez de Castro Cenamor Rincón Rebollo Virto Moreno de Aranda Don Per Urrielagoiria Pérez del Pulgar, mais conhecido como Carlos Sainz Jr. (Madrid, 1 de setembro de 1994), é um piloto espanhol de automobilismo que atualmente compete na Fórmula 1 pela equipe Williams. Filho do bicampeão mundial de rali Carlos Sainz, Jr. foi da Red Bull Junior Team entre 2010 e 2014. Ele iniciou sua carreira na Fórmula 1 em 2015 pela Toro Rosso, seguindo lá até 2017, quando a Renault o contratou por empréstimo e o efetivou até o final de 2018. Depois, Sainz esteve na McLaren entre os anos de 2019 e 2020 e na Ferrari de 2021 à 2024. Sainz atualmente corre pela Williams, em um contrato de dois anos com opção de extensão.

## Carreira

### Kart
Sainz venceu em 2008 o título Ásia-Pacífico de KF3, e terminou em segundo no Campeonato Espanhol. Em 2009, venceu a prestigiada Junior Monaco Kart Cup, e foi vice-campeão do Campeonato Europeu de KF3.

### Fórmula BMW

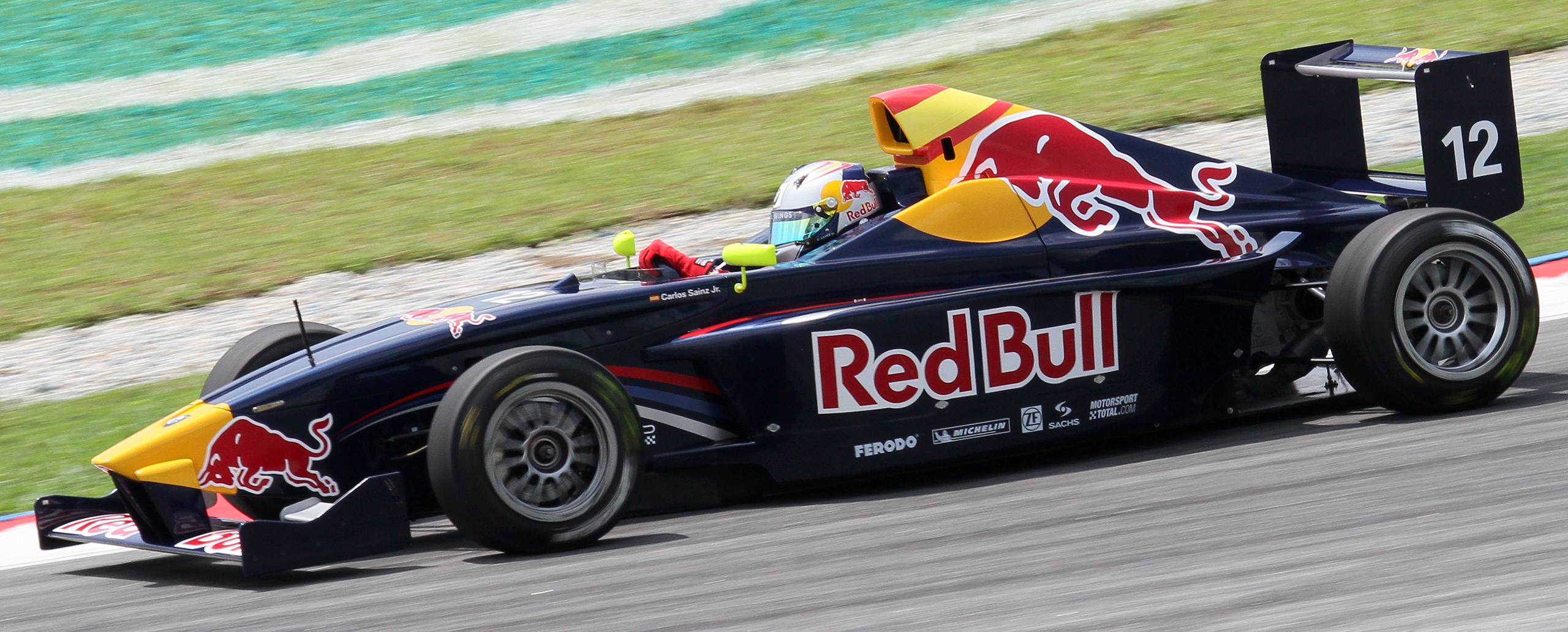
Sainz durante a etapa de Sepang da Fórmula BMW Pacífico (2010)

Em 2010, Sainz passou a fazer parte do programa Red Bull Junior Team. Nesse mesmo ano, o piloto progrediu para a Fórmula BMW com a equipe EuroInternational. A sua estreia na Fórmula BMW foi como piloto convidado, na Fórmula BMW Pacífico 2010, em Sepang.
Apesar de seus resultados não contarem para o campeonato, Sainz obteve duas vitórias três poles e cinco pódios, sendo o melhor dentre os pilotos que não eram elegíveis para marcar pontos.
Ele também fez a Fórmula BMW Europeia pela EuroInternational, e nessa categoria, ele ficou na quarta colocação no campeonato de pilotos, com uma vitória, duas poles, cinco pódios e 227 pontos, sendo o melhor piloto da sua equipe e também entre os estreantes.

### GP3 Series
Em 2013, Sainz e seu colega da Red Bull Junior Team Daniil Kvyat foram anunciados como os novos pilotos da Arden para a temporada da GP3 daquele ano. Os melhores resultados do espanhol foram um terceiro lugar na corrida 2 de Valência e um segundo lugar na corrida 2 da Hungria. Sainz ficou na décima posição, somando apenas 66 pontos, ficando mais de 100 pontos atrás de Kvyat, o campeão daquele ano.

### Fórmula Renault 3.5
Sainz fez duas temporadas na Fórmula Renault 3.5. A primeira foi em 2013, pela Zeta Corse. Sua estreia foi na terceira rodada, substituindo o romeno Mihai Marinescu, depois ele retornou no lugar do italiano Riccardo Agostini, para disputar as rodadas finais. Em seu primeiro ano, ele enfrentou futuros colegas da F1, como Stoffel Vandoorne e Kevin Magnussen, que foram respectivamente vice-campeão e campeão da temporada, e Sainz conseguiu 22 pontos, terminando na 19ª colocação.
Já na sua segunda temporada na Fórmula Renault 3.5, Sainz se transferiu para a DAMS, a campeã de construtores de 2013. Ele dividiu a equipe com o futuro piloto da Fórmula E Norman Nato, e competiu contra futuros colegas da F1 como Pierre Gasly, Sergey Sirotkin, Esteban Ocon e o compatriota Roberto Merhi, que foi seu maior adversário no campeonato, mas Sainz foi dominante, vencendo sete das dezessete etapas e sendo campeão com 221 pontos, 35 a mais do que o segundo colocado, Gasly.

## Fórmula 1

### Toro Rosso (2015–2017)

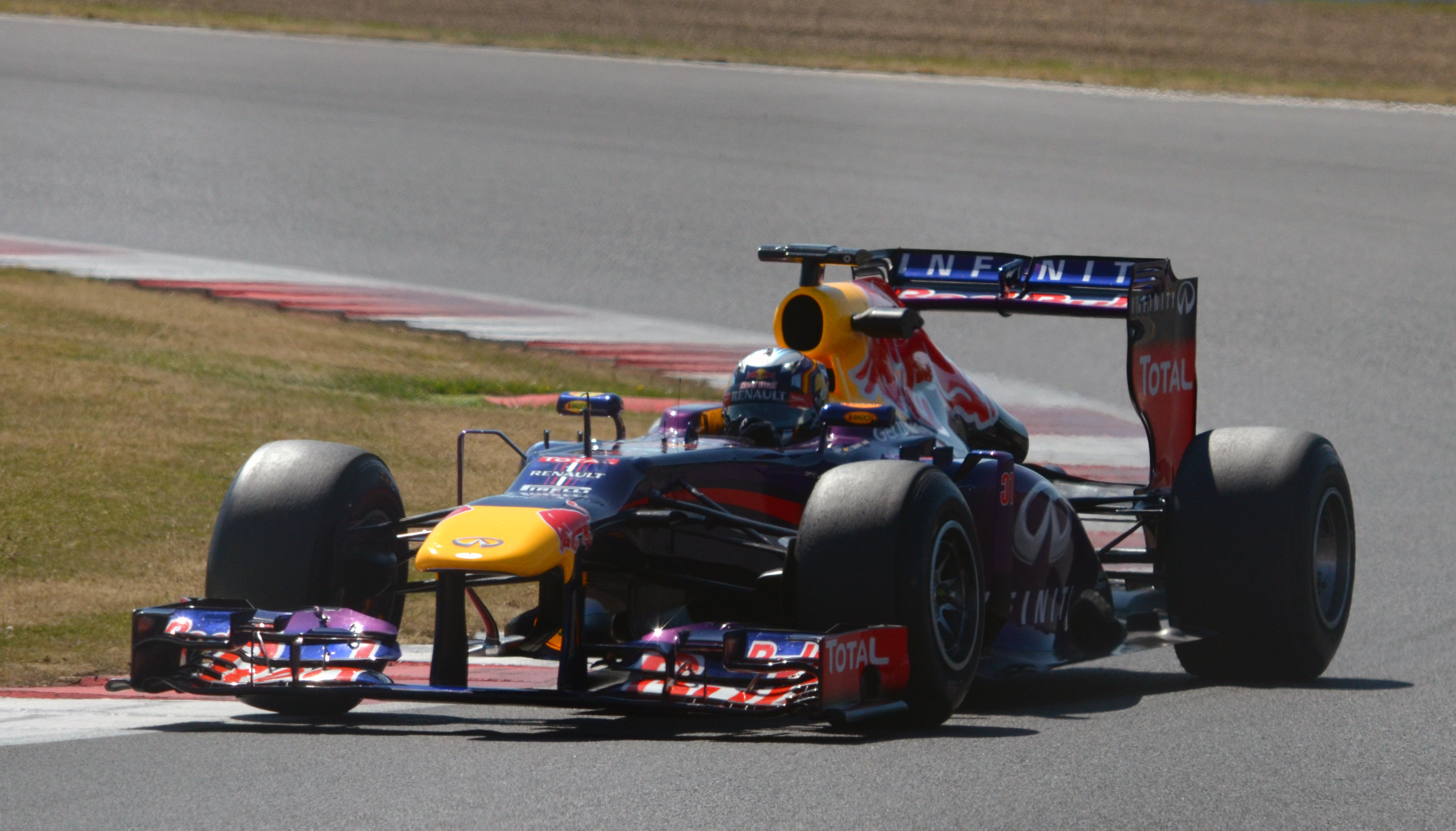
Sainz em seu primeiro teste na Fórmula 1, no Circuito de Silverstone em 2013

Em 2013, Sainz foi escalado para participar da sessão de testes em Silverstone com a Toro Rosso. O madrilenho surpreendeu ao anotar o segundo melhor tempo durante seu primeiro teste, ficando apenas 44 centésimos atrás do primeiro colocado, Daniel Ricciardo. Ele repetiu a posição na sua segunda sessão de treinos, agora, ficando 125 centésimos atrás de Adrian Sutil, da Force India. Sainz esteve na disputa por uma das vagas da Toro Rosso para 2014, como substituto de Ricciardo, que iria para a Red Bull no lugar de Mark Webber, mas ao final daquele ano, a equipe decidiu por Kvyat, e o chefe da equipe Franz Tost disse em entrevistas que achava que o salto de Sainz, que disputava a GP3 à época, seria "grande demais". Em entrevistas posteriores, Sainz relatou ter se desapontado com a decisão na época, mas também disse que hoje em dia, era grato a Helmut Marko por ter escolhido o piloto russo, pois isso "criou muita raiva e fome" no espanhol, o que ele disse ter sido fundamental para sua mudança de mentalidade, de modo de vida e sua transformação num piloto melhor.
Em 28 de novembro de 2014, Carlos Sainz foi anunciado como o piloto da Toro Rosso para a temporada de 2015 da Fórmula 1, juntamente com Max Verstappen. Foi a dupla mais jovem da temporada de Fórmula 1, com o espanhol a chegar depois de ter conquistado o título de Fórmula Renault 3.5 – o primeiro piloto Red Bull a alcançar o feito.
Em comunicado distribuído pela equipe, o espanhol disse estar muito feliz pela oportunidade concedida pela Red Bull e pela confiança que estavam depositando nele, e afirmou que estar na Toro Rosso era sua meta desde que passou a fazer parte da academia de jovens pilotos da Red Bull.

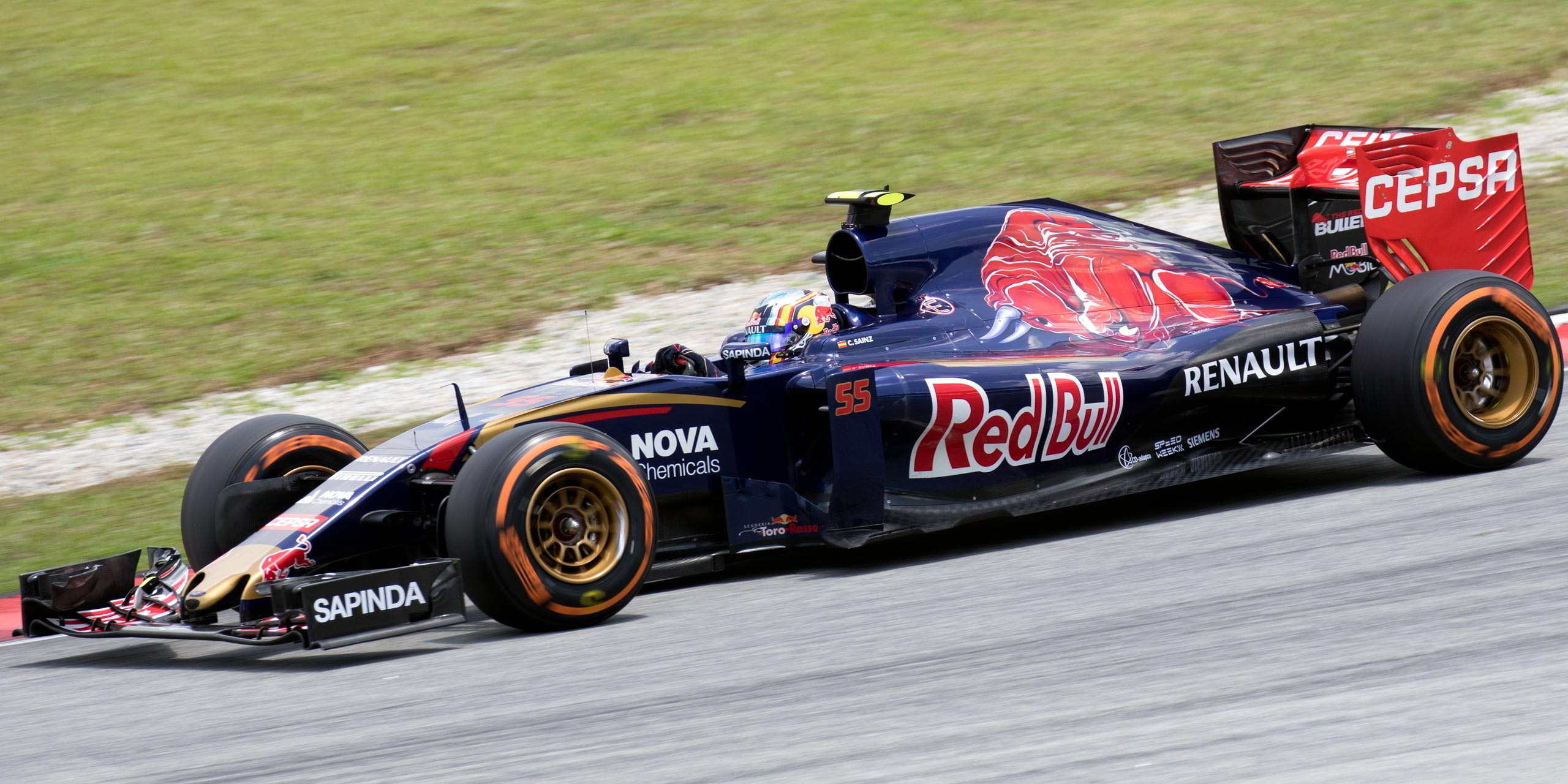
Sainz no Grande Prêmio da Malásia de 2015 pela Scuderia Toro Rosso

Durante o terceiro treino livre do Grande Prêmio da Rússia, Sainz perdeu o controle de seu carro na curva 13, bateu na lateral do muro e se arrastou em alta velocidade até se chocar violentamente contra a barreira de proteção na curva 14. A equipe de resgate foi acionada imediatamente e os socorristas tiveram dificuldades para retirar o piloto do cockpit devido ao carro ter ficado cravado embaixo da barreira de proteção. Após quase meia hora de pouca informação e muita apreensão, o piloto espanhol apareceu fazendo sinal de positivo enquanto era colocado dentro de uma ambulância e foi transferido de helicóptero para um hospital próximo do circuito para fazer mais exames e o piloto foi liberado para participar da corrida.
Na etapa seguinte, no Grande Prêmio dos EUA, Sainz ficou em sétimo lugar, tendo o seu melhor resultado do ano. Ele marcou ao todo 18 pontos e encerrou seu ano de estreia em décimo quinto, três posições atrás de Verstappen, que fez quarenta e nove pontos. Posteriormente, Sainz classificou seu primeiro ano na F1 como "um dos mais azarados", por conta dos problemas mecânicos que teve.

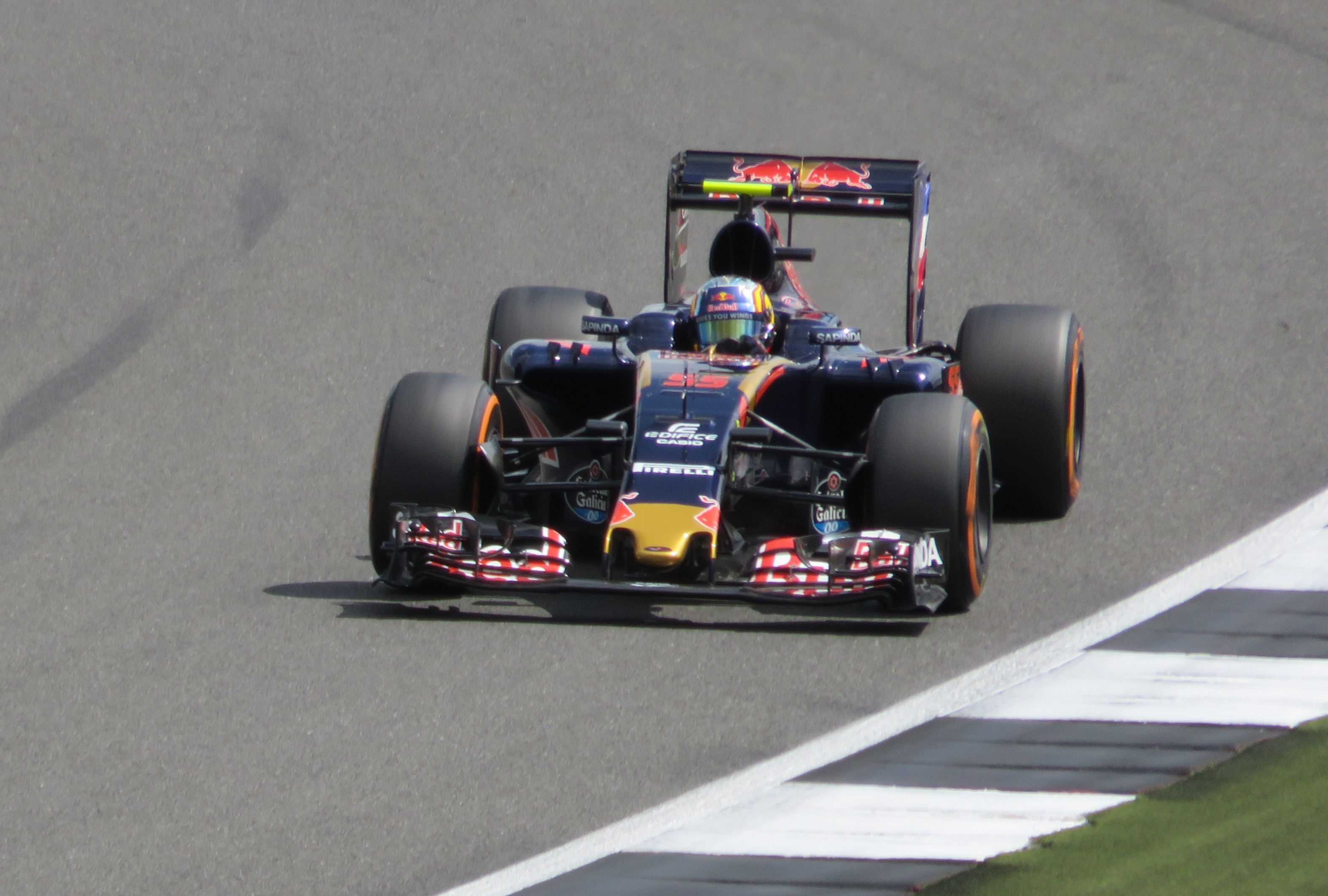
Sainz guiando o STR11 em 2016

Em 2016, Sainz começou a temporada tendo Verstappen mais uma vez de companheiro de equipe, mas após Daniil Kvyat ter colidido com Sebastian Vettel no GP da Rússia, o russo e o neerlandês trocaram de posições, com Sainz tendo seu velho rival da base como mais novo colega de equipe a partir do Grande Prêmio da Espanha. Nas quatro etapas que dividiu a Toro Rosso com Verstappen, Sainz ficou duas vezes atrás do neerlandês, mas quando Kvyat assumiu o segundo carro da equipe italiana, Sainz o superou amplamente, e terminou o ano à frente do russo, que mesmo tendo feito um pódio, anotou apenas 25 pontos, ficando em décimo quarto, duas posições abaixo do espanhol, que fez 46 tentos.
Sainz teve seu contrato renovado automaticamente para a temporada de 2017. Em seu terceiro ano na STR, o desempenho do espanhol foi constante, com ele pontuando em nove das dezesseis etapas que disputou, e tendo como melhor resultado um quarto lugar em Singapura. Mas a Toro Rosso, que usava motores Ferrari em seus carros, passou a usar os motores Renault, e em troca, emprestou Sainz para a equipe francesa, com o piloto podendo ser requisitado para voltar pela equipe "mãe", a Red Bull, a qualquer tempo.

### Renault (2017–2018)

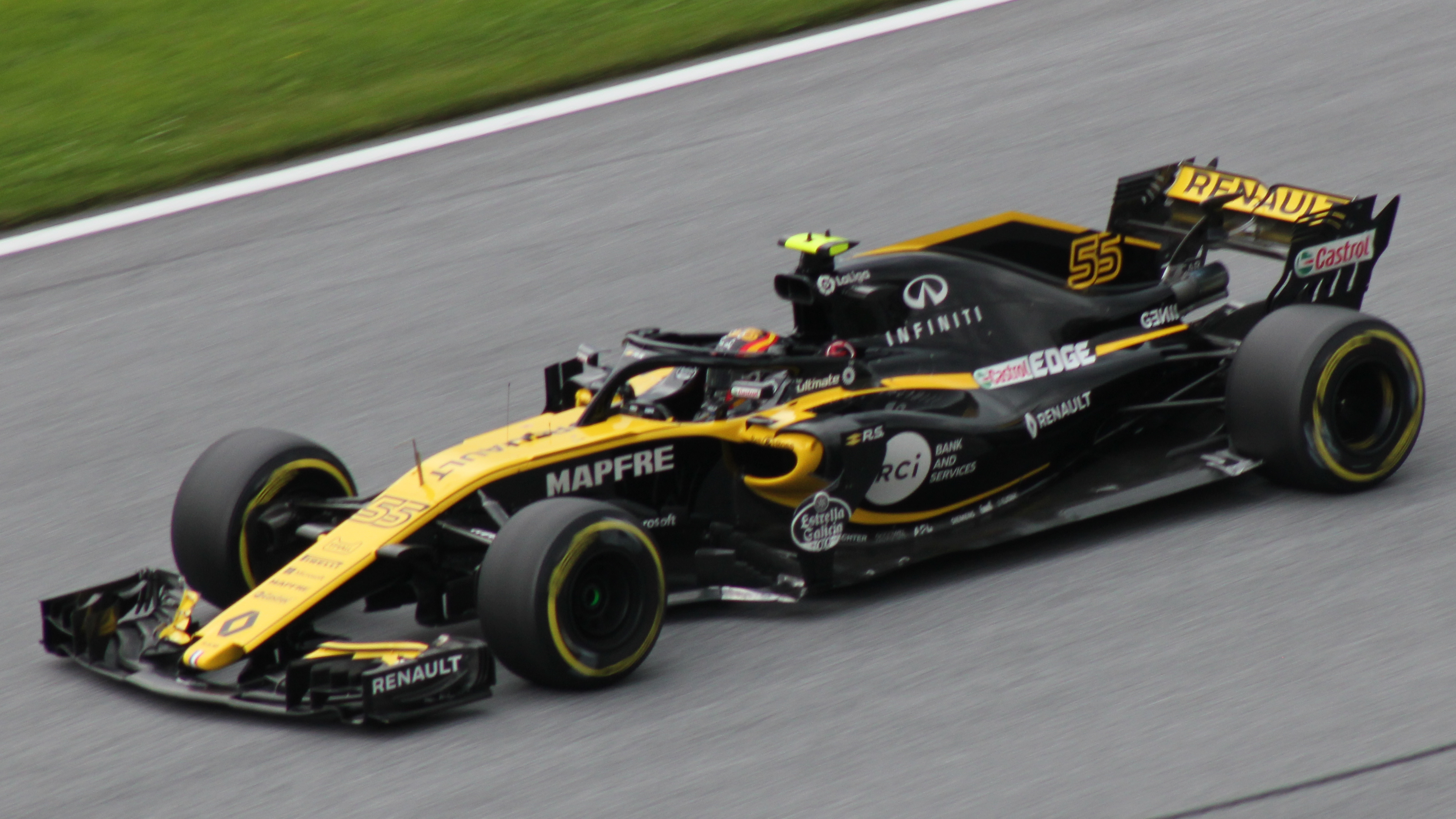
Sainz no Grande Prêmio da Áustria de 2018 pela Renault

Em anúncio feito em 15 de setembro de 2017, Carlos Sainz Jr. se juntaria a Renault para a temporada de 2018 da Fórmula 1, substituindo Jolyon Palmer e sendo companheiro de Nico Hülkenberg. Porém, em novo anúncio, em 7 de outubro de 2017, a Renault antecipou a substituição dos pilotos para o Grande Prêmio dos Estados Unidos, ainda pela temporada de 2017 da Fórmula 1. Com isso, Kvyat e Gasly terminaram esta temporada como companheiros de equipe pela Toro Rosso.
Sainz fez sua estreia pela Renault no GP dos EUA com um sétimo lugar, mas nas etapas seguintes, ele abandonou duas vezes e não pontuou mais. Em seu segundo ano na equipe, o espanhol teve dificuldades de fazer frente a Hülkenberg. Seu melhor resultado foi um quinto lugar no Azerbaijão, e Sainz encerrou o ano com 53 pontos, catorze a menos do que Hülkenberg, que ficou em sétimo.
Insatisfeita, a Renault o trocou por Daniel Ricciardo, que deixou a Red Bull, e com Fernando Alonso se afastando da McLaren e da categoria ao fim de 2018, Sainz foi anunciado em 16 de agosto como seu substituto, a partir de 2019.

### McLaren (2019–2020)

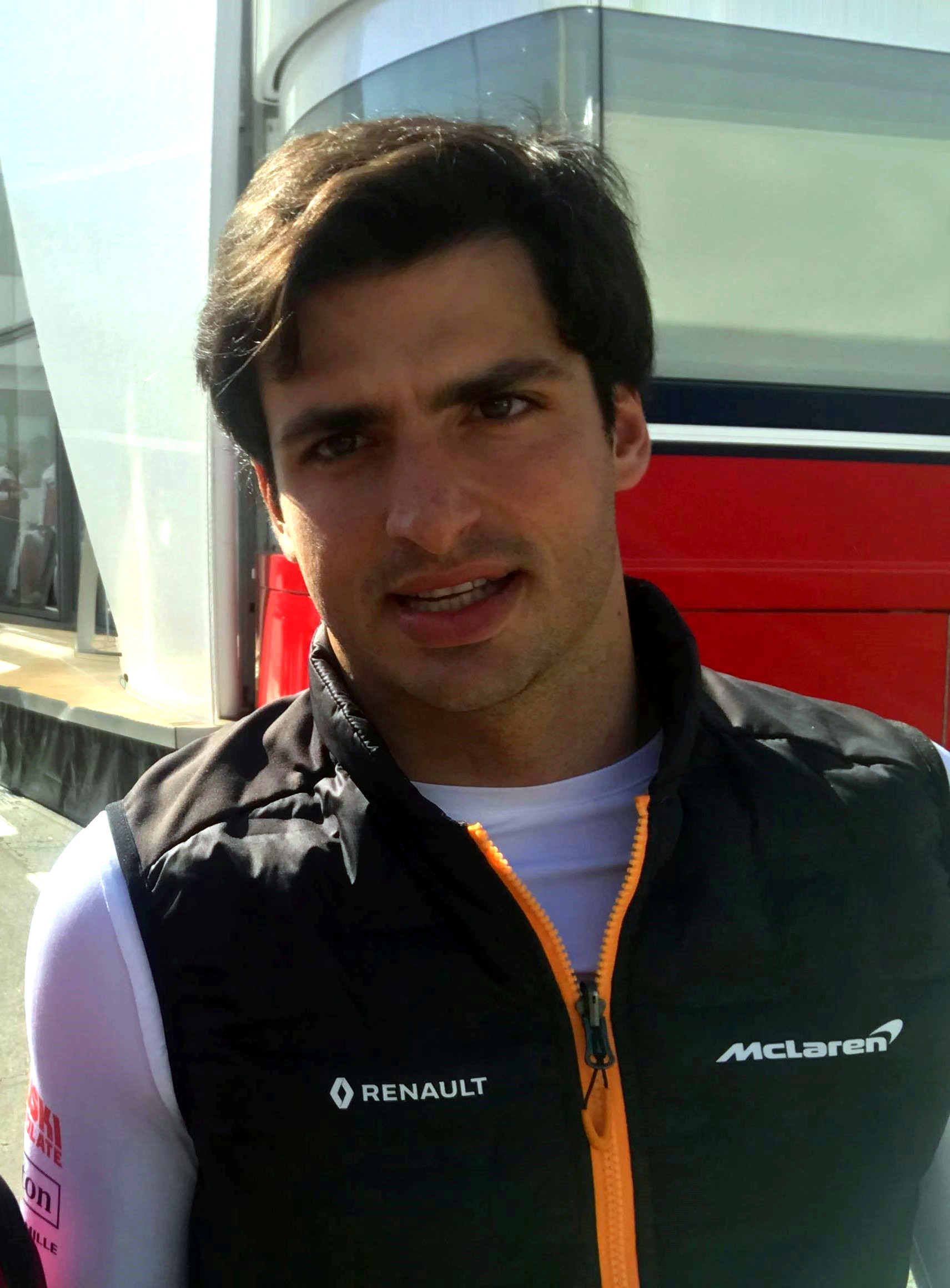
Sainz Jr. em

Sainz ingressou na McLaren em 2019, enfrentando a pressão de substituir seu compatriota e ídolo de infância Alonso. O companheiro de equipe de Sainz era o estreante Lando Norris, e a dupla caiu no gosto dos fãs, que os apelidaram de "Carlando". Sua primeira corrida na McLaren foi curta e nada boa, já que teve que se retirar após problema no motor Renault, onde seu carro teve um princípio de incêndio, logo apagado pelos fiscais de pista.
No dia 17 de novembro de 2019, Sainz conquistou seu primeiro pódio no Grande Prêmio do Brasil , ao terminar em terceiro. Ele havia largado na última posição e terminou em quarto, mas, com a punição de Lewis Hamilton (cinco segundos acrescentado no tempo final da corrida) por ter causado a colisão em cima de Alexander Albon e ele pulou para terceiro. Esse pódio o ajudou a terminar a temporada em sexto lugar, sua melhor posição no campeonato de pilotos. Ele fez 96 pontos, quase o dobro dos 49 que seu companheiro de equipe, o estreante Lando Norris, marcou.

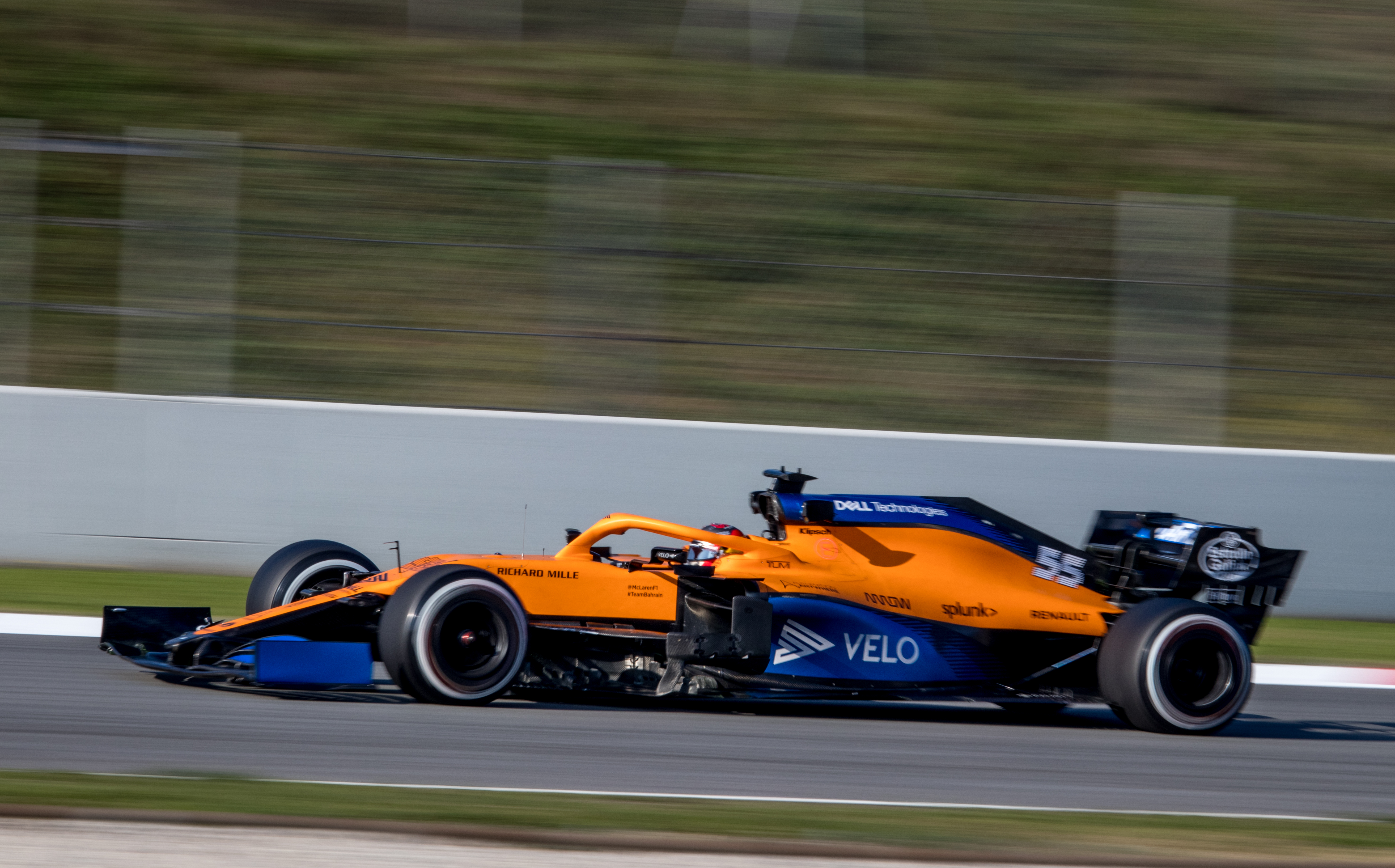
Sainz nos testes de pré-temporada de 2020 pela McLaren

Em 2020, faltou pouco para que Sainz conquistasse a sua primeira vitória na Fórmula 1. Foi no Grande Prêmio da Itália, em que o espanhol saltou para a vice-liderança já na largada, e o abandono de Kevin Magnussen, da Haas, provocou uma enorme confusão no grid, com o líder da prova, Lewis Hamilton, sendo punido por entrar no pit lane no momento errado. Depois disso, os pilotos que haviam parado antes, como o francês Pierre Gasly da Alpha Tauri, se beneficiaram, ficando à frente dos que aproveitaram o safety car para trocar os pneus. Nas voltas finais, Sainz retomou a vice-liderança e tentou de todas as formas atacar Gasly, mas o piloto da Alpha Tauri resistiu e conseguiu a sua primeira vitória na categoria.
Mesmo assim, esse resultado ajudou Sainz a ficar à frente de Alexander Albon, da Red Bull, que marcou os mesmos 105 pontos que o espanhol, mas ficou para trás por não ter conseguido nada melhor do que dois terceiros lugares. E somando o resultado de Sainz com os 95 pontos que Norris marcou, a McLaren alcançou o terceiro lugar no campeonato de construtores, sua melhor posição desde.2012.

### Ferrari (2021–2024)

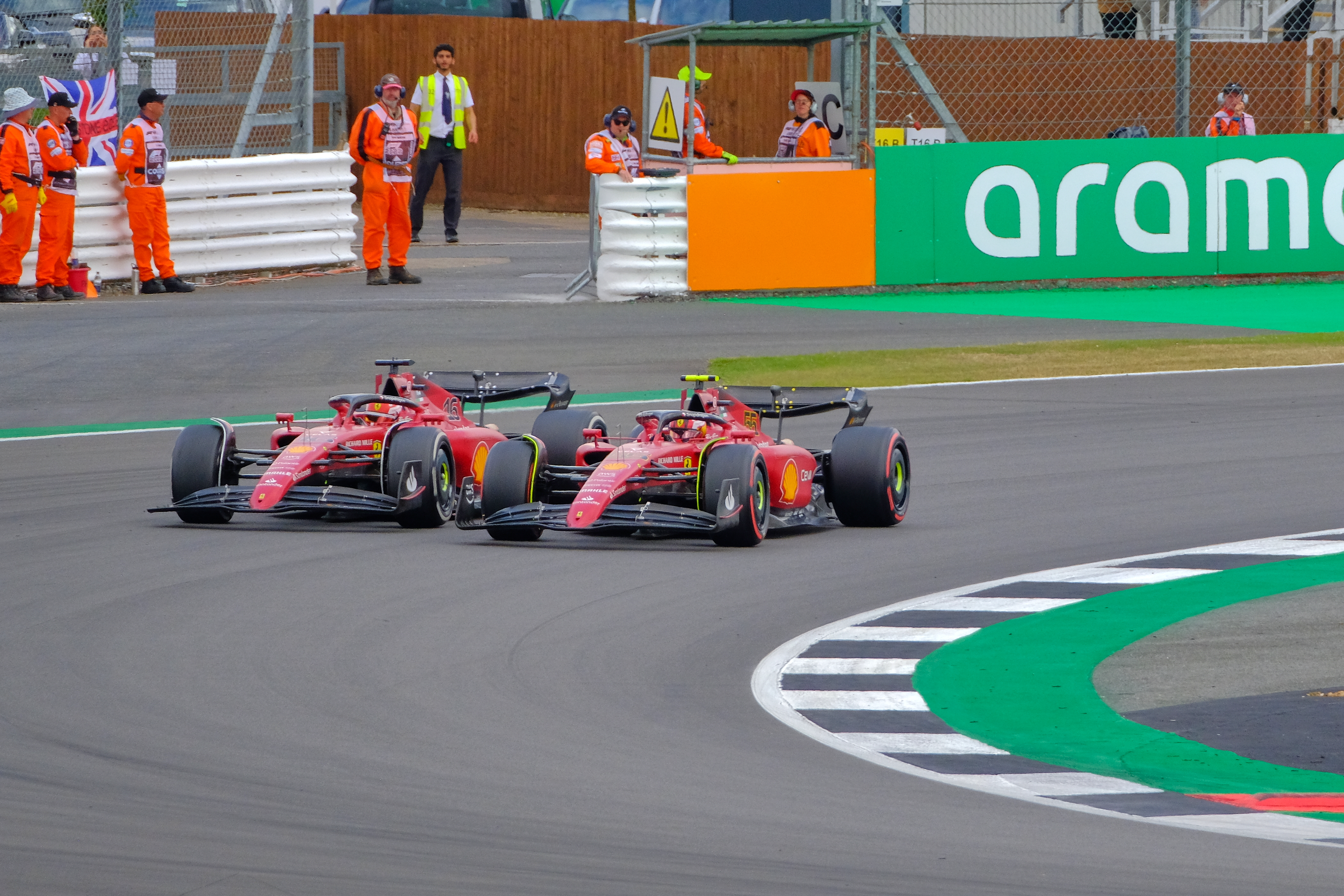
Sainz e Leclerc disputaram a liderança no GP da Inglaterra de 2022, que culminou na primeira vitória do espanhol

Em 14 de maio de 2020, a Scuderia Ferrari anunciou que Sainz iria competir pela equipe a partir da temporada de 2021, ao lado de Charles Leclerc. Sainz assinou um contrato de dois anos com a equipe italiana. A primeira temporada com os tifosi foi difícil, por conta dos problemas de motor, mesmo assim, ele conseguiu quatro pódios, pontuou em 19 das 21 etapas e terminou o campeonato à frente de Leclerc. A temporada de 2022 começou promissora para a Ferrari, que garantiu a dobradinha logo na primeira corrida do ano, no Barém, com Leclerc em primeiro e Sainz em segundo. Nos GPs seguintes, o espanhol enfrentou problemas, que incluíram estratégias equivocadas da equipe, falhas de confiabilidade e erros do próprio piloto, fatores esses que o distanciaram da disputa pelo título e o impediram de terminar mais uma vez o campeonato à frente de Leclerc. Mas essa temporada também trouxe a primeira pole position e vitória da carreira do madrilenho. Isto se deu no dia 2 de julho de 2022, no Grande Prêmio da Grã-Bretanha, graças a um erro na estratégia que tirou seu oponente direto da disputa, que era justamente seu companheiro de equipe Charles Leclerc. Neste mesmo ano, a equipe anunciou a renovação do contrato do espanhol por mais duas temporadas.

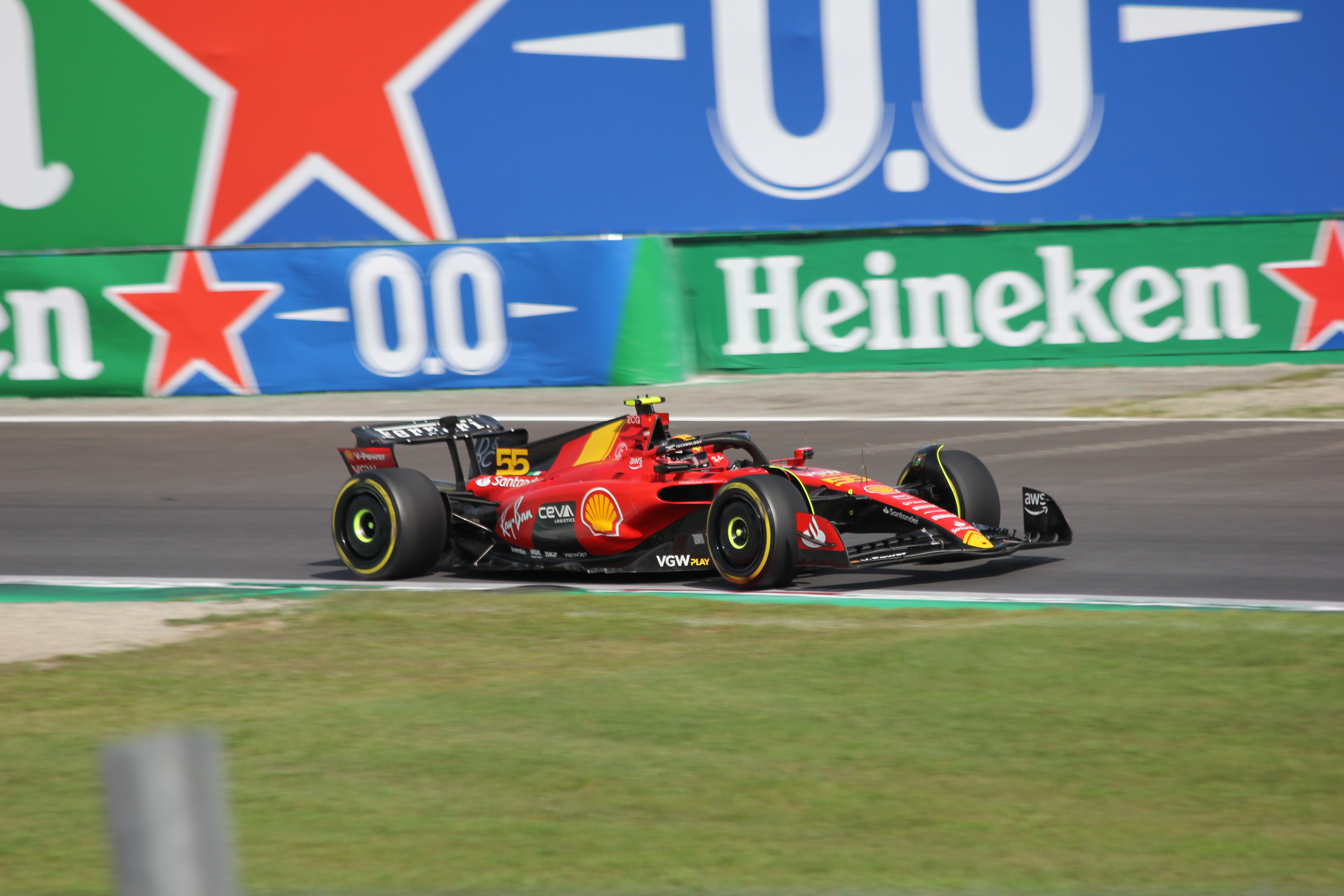
Sainz no GP da Itália de 2023

Em 2023, Sainz conquistou mais uma vitória, no GP de Singapura, rompendo uma sequência de 10 vitórias de Max Verstappen e finalizando um jejum da Scuderia que durava 434 dias. Para alcançar esse feito, Sainz contou com os problemas dos dois carros da Red Bull e com as estratégias de equipe para manter os adversários diretos Lando Norris e George Russell longe da briga. Sainz foi o único piloto não-Red Bull a vencer naquela temporada, embora o espanhol tenha feito parte da academia de jovens pilotos dessa equipe no passado. Mas ele foi superado por seu companheiro de equipe Charles Leclerc no campeonato, e ao final do ano, recebeu o aviso de que seria dispensado depois da temporada seguinte, para dar lugar a Lewis Hamilton.
Em 2024, seu último ano pela Ferrari, Sainz teve que se ausentar da etapa da Arábia Saudita para fazer uma cirurgia de remoção de apêndice. Mas na corrida seguinte, o GP da Austrália, ele alcançou sua terceira vitória na carreira, comandando a dobradinha da Ferrari. Ele conseguiu mais três pódios pela equipe italiana, nas etapas de Barém, Miami, Mônaco e Estados Unidos, com a Ferrari fazendo mais uma dobradinha. A sua quarta vitória da carreira veio na prova seguinte, na Cidade do México, sendo esta a primeira vez no ano que o espanhol venceu partindo da pole position.

### Williams (2025–)
Em 29 de julho de 2024, a Williams anunciou que Sainz se juntaria à equipe a partir da temporada de 2025, substituindo Logan Sargeant em um contrato de dois anos com opção de extensão. Ele terá o anglo-tailandês Alexander Albon como seu companheiro de equipe.

## Vida pessoal
É filho do bicampeão mundial de Rali (WRC), Carlos Sainz. Assim como seu pai, é torcedor fanático do Real Madrid, e viralizou ao se recusar a autografar uma camisa do Barcelona durante o final de semana do GP da Hungria de 2022. Ele também é um admirador da equipe McLaren e de seu compatriota Fernando Alonso, a quem tem como ídolo desde a infância e de quem se tornou amigo.
O piloto namorou com a jornalista Isabel Hernáez de 2017 até 2023. Ele morou em Madrid e em Londres.
Sainz teve seu relógio roubado em Milão em 2023, mas fugiu e capturou seu agressor.

## Registros na carreira

### Sumário
| Temporada | Categoria                                    | Equipe                          | Corridas | Vitórias | Poles | V.M.R. | Pódios | Pontos | Class. |
| --------- | -------------------------------------------- | ------------------------------- | -------- | -------- | ----- | ------ | ------ | ------ | ------ |
| 2010      | Fórmula BMW Europa                           | EuroInternational               | 16       | 1        | 2     | 2      | 5      | 227    | 4.º    |
| 2010      | Fórmula BMW Pacífico                         | EuroInternational               | 9        | 2        | 3     | 2      | 5      | N/A    | NC     |
| 2010      | Eurocopa de Fórmula Renault 2.0              | Epsilon Euskadi                 | 2        | 0        | 0     | 2      | 1      | N/A    | NC     |
| 2010      | Eurocopa de Fórmula Renault 2.0              | Tech 1 Racing                   | 2        | 0        | 0     | 0      | 0      | N/A    | NC     |
| 2010      | Euroformula Open Championship                | Teo Martín Motorsport           | 4        | 0        | 0     | 0      | 1      | N/A    | NC     |
| 2010      | Fórmula Renault Reino Unido Série de Inverno | Koiranen Bros. Motorsport       | 2        | 0        | 0     | 0      | 0      | 18     | 18.º   |
| 2011      | Eurocopa de Fórmula Renault 2.0              | Koiranen Motorsport             | 14       | 2        | 4     | 5      | 10     | 200    | 2.º    |
| 2011      | Copa da Europa do Norte de Fórmula Renault   | Koiranen Motorsport             | 20       | 10       | 8     | 12     | 17     | 489    | 1.º    |
| 2011      | Fórmula 3 Euro Series                        | Signature                       | 3        | 0        | 0     | 0      | 0      | N/A    | NC     |
| 2011      | Grande Prémio de Macau                       | Signature                       | 1        | 0        | 0     | 0      | 0      | N/A    | 17.º   |
| 2012      | Campeonato Britânico de Fórmula 3            | Carlin                          | 26       | 5        | 1     | 2      | 9      | 224    | 6.º    |
| 2012      | Fórmula 3 Euro Series                        | Carlin                          | 24       | 0        | 2     | 0      | 2      | 112    | 9.º    |
| 2012      | Campeonato Europeu de Fórmula 3              | Carlin                          | 20       | 1        | 2     | 1      | 5      | 161    | 5.º    |
| 2012      | Masters of Formula 3                         | Carlin                          | 1        | 0        | 0     | 0      | 0      | N/A    | 4.º    |
| 2012      | Grande Prémio de Macau                       | Carlin                          | 1        | 0        | 0     | 0      | 0      | N/A    | 7.º    |
| 2013      | GP3 Series                                   | MW Arden                        | 16       | 0        | 1     | 2      | 2      | 66     | 10.º   |
| 2013      | Fórmula Renault 3.5 Series                   | Zeta Corse                      | 9        | 0        | 0     | 1      | 0      | 22     | 19.º   |
| 2013      | Grande Prémio de Macau                       | Carlin                          | 1        | 0        | 0     | 0      | 0      | N/A    | 7.º    |
| 2014      | Formula Renault 3.5 Series                   | DAMS                            | 17       | 7        | 7     | 6      | 7      | 227    | 1.º    |
| 2015      | Fórmula 1                                    | Scuderia Toro Rosso             | 19       | 0        | 0     | 0      | 0      | 18     | 15.º   |
| 2016      | Fórmula 1                                    | Scuderia Toro Rosso             | 21       | 0        | 0     | 0      | 0      | 46     | 12.º   |
| 2017      | Fórmula 1                                    | Scuderia Toro Rosso             | 16       | 0        | 0     | 0      | 0      | 54     | 9.º    |
| 2017      | Fórmula 1                                    | Renault Sport F1 Team           | 4        | 0        | 0     | 0      | 0      | 54     | 9.º    |
| 2018      | Fórmula 1                                    | Renault Sport F1 Team           | 21       | 0        | 0     | 0      | 0      | 53     | 10.º   |
| 2019      | Fórmula 1                                    | McLaren F1 Team                 | 21       | 0        | 0     | 0      | 1      | 96     | 6.º    |
| 2020      | Fórmula 1                                    | McLaren F1 Team                 | 17       | 0        | 0     | 1      | 1      | 105    | 6.º    |
| 2021      | Fórmula 1                                    | Scuderia Ferrari Mission Winnow | 22       | 0        | 0     | 0      | 4      | 164.5  | 5.º    |
| 2022      | Fórmula 1                                    | Scuderia Ferrari                | 22       | 1        | 3     | 2      | 9      | 246    | 5.º    |
| 2023      | Fórmula 1                                    | Scuderia Ferrari                | 22       | 1        | 2     | 0      | 3      | 200    | 7.º    |
| 2024      | Fórmula 1                                    | Scuderia Ferrari                | 20       | 2        | 1     | 1      | 7      | 290    | 5.º    |
| Fonte:    |                                              |                                 |          |          |       |        |        |        |        |

### Registros na Fórmula 1
Legenda: (Corridas em negrito indicam pole position); (Corridas em itálico indicam volta mais rápida)
| Temporada | Equipe                          | Chassis          | Motor                           | 1       | 2       | 3       | 4        | 5     | 6      | 7       | 8       | 9       | 10      | 11       | 12       | 13      | 14      | 15      | 16      | 17      | 18      | 19      | 20      | 21       | 22      | 23     | 24    | Class. | Pontos |
| --------- | ------------------------------- | ---------------- | ------------------------------- | ------- | ------- | ------- | -------- | ----- | ------ | ------- | ------- | ------- | ------- | -------- | -------- | ------- | ------- | ------- | ------- | ------- | ------- | ------- | ------- | -------- | ------- | ------ | ----- | ------ | ------ |
| 2015      | Scuderia Toro Rosso             | Toro Rosso STR10 | Renault Energy F1-2015 1.6 V6 t | AUS 9   | MAL 8   | CHN 13  | BAR Ret  | ESP 9 | MON 10 | CAN 12  | AUT Ret | GBR Ret | HUN Ret | BEL Ret  | ITA 11   | SIN 9   | JAP 10  | RUS Ret | EUA 7   | MEX 13  | BRA Ret | ABU 11  |         |          |         |        |       | 15.º   | 18     |
| 2016      | Scuderia Toro Rosso             | Toro Rosso STR11 | Ferrari 060 1.6 V6 t            | AUS 9   | BAR Ret | CHN 9   | RUS 12   | ESP 6 | MON 8  | CAN 9   | EUR Ret | AUT 8   | GBR 8   | HUN 8    | ALE 14   | BEL Ret | ITA 15  | SIN 14  | MAL 11  | JAP 17  | EUA 6   | MEX 16  | BRA 6   | ABU Ret  |         |        |       | 12.º   | 46     |
| 2017      | Scuderia Toro Rosso             | Toro Rosso STR12 | Toro Rosso 1.6 V6 t             | AUS 8   | CHN 7   | BAR Ret | RUS 10   | ESP 7 | MON 6  | CAN Ret | AZE 8   | AUT Ret | GBR Ret | HUN 7    | BEL 10   | ITA 14  | SIN 4   | MAL Ret | JAP Ret |         |         |         |         |          |         |        |       | 9.º    | 54     |
| 2017      | Renault Sport F1 Team           | Renault R.S.17   | Renault R.E.17 1.6 V6 t         |         |         |         |          |       |        |         |         |         |         |          |          |         |         |         |         | EUA 7   | MEX Ret | BRA 11  | ABU Ret |          |         |        |       | 9.º    | 54     |
| 2018      | Renault Sport F1 Team           | Renault R.S.18   | Renault R.E.18 1.6 V6 t         | AUS 10  | BAR 11  | CHN 9   | AZE 5    | ESP 7 | MON 10 | CAN 8   | FRA 8   | AUT 12  | GBR Ret | ALE 12   | HUN 9    | BEL 11  | ITA 9   | SIN 8   | RUS 17  | JAP 10  | EUA 7   | MEX Ret | BRA 12  | ABU 6    |         |        |       | 10.º   | 53     |
| 2019      | McLaren F1 Team                 | McLaren MCL34    | Renault E-Tech 19 1.6 V6 t      | AUS Ret | BAR 19  | CHN 14  | AZE 7    | ESP 8 | MON 6  | CAN 11  | FRA 6   | AUT 8   | GBR 6   | ALE 5    | HUN 5    | BEL Ret | ITA Ret | SIN 12  | RUS 6   | JAP 5   | MEX 13  | EUA 8   | BRA 3   | ABU 10   |         |        |       | 6.°    | 96     |
| 2020      | McLaren F1 Team                 | McLaren MCL35    | Renault E-Tech 20 1.6 V6 t      | AUT 5   | EST 9   | HUN 9   | GBR 13   | 70 13 | ESP 6  | BEL NL  | ITA 2   | TOS Ret | RUS Ret | EIF 5    | POR 6    | EMI 7   | TUR 5   | BAR 5   | SKR 4   | ABU 6   |         |         |         |          |         |        |       | 6.°    | 105    |
| 2021      | Scuderia Ferrari Mission Winnow | Ferrari SF21     | Ferrari 065/6 1.6 V6 t          | BAR 8   | EMI 5   | POR 11  | ESP 7    | MON 2 | AZE 8  | FRA 11  | EST 6   | AUT 5   | GBR 6   | HUN 3    | BEL 10   | PBS 7   | ITA 6   | RUS 3   | TUR 8   | EUA 7   | CMX 6   | SAO 6³  | CAT 7   | ARA 8    | ABU 3   |        |       | 5.º    | '164,5 |
| 2022      | Ferrari                         | Ferrari F1-75    | Ferrari 066/7 V6 t              | BAR 2   | ARA 3   | AUS Ret | EMI Ret4 | MIA 3 | ESP 4  | MON 2   | AZE Ret | CAN 2   | GBR 1   | AUT Ret3 | FRA 5    | HUN 4   | BEL 3   | PBS 8   | ITA 4   | SIN 3   | JAP Ret | EUA Ret | CMX 5   | SAO 32   | ABU 4   |        |       | 6.º    | 246    |
| 2023      | Ferrari                         | Ferrari SF-23    | Ferrari 066/10 1.6 V6 t         | BHR 4   | SAU 6   | AUS 12  | AZE 5    | MIA 5 | MON 8  | ESP 5   | CAN 5   | AUT 63  | GBR 10  | HUN 8    | BEL Ret4 | NED 5   | ITA 3   | SIN 1   | JPN 6   | QAT NL6 | USA 36  | MXC 4   | SAP 68  | LAS 6    | ABU 18† |        |       | 7.º    | 200    |
| 2024      | Ferrari                         | Ferrari SF-24    | Ferrari 1.6 V6 t                | BHR 3   | SAU NP  | AUS 1   | JPN 3    | CHN 5 | MIA 5  | EMI 5   | MON 3   | CAN Ret | ESP 6   | AUT 35   | GBR 5    | HUN 6   | BEL 6   | NED 5   | ITA 4   | AZE 17† | SIN 7   | USA 2   | MXC 1   | SAP Ret5 | LAS 3   | QAT 64 | ABU 2 | 5.º    | 290    |
| 2025*     | Williams Racing                 |                  | Mercedes-AMG 1.6 V6 t           | AUS Ret | CHN 10  | JPN 14  | BHR Ret8 | SAU 8 | MIA 9  | EMI 8   | MON 10  | ESP 14  | CAN 10  | AUT NL   | GBR 12   |         | HUN 14  | NED     | ITA     | AZE     | SIN     | USA 6   | MXC     | SAP      | LAS     | QAT    | ABU   | 14º*   | 16     |

Notas
* Temporada ainda em andamento.
† – O piloto não terminou a prova, mas foi classificado por ter completado 90% da corrida.